# Lijst van voetbalclubs aangesloten bij de Haarlemsche Voetbalbond
Dit is een lijst van voetbalclubs die aangesloten en/of actief zijn geweest bij de Haarlemsche Voetbalbond (Hrl. VB).
Vanaf 1940 waren clubs uit de regio van de Haarlemsche Voetbalbond automatisch lid van de Haarlemsche Voetbalbond zodra zij zich hadden ingeschreven bij de KNVB.

## Legenda
(1) achter de clubnaam - Zijn meerdere clubs met dezelfde naam geweest, echter zijn verschillende clubs.
   bij Lid sinds - Club is heropgericht of heringeschreven, echter de datum hiervan is onbekend.
   bij Lid tot - Club is uitgeschreven of opgeheven voor 1996, datum hiervan is echter onbekend.
—  bij Lid tot - Club is tot einde van de bond (1996) actief gebleven.
Clubs met een groene achtergrond waren (ook) aangesloten bij de 1e Haarlemsche Voetbalbond (1895-1897)
| Club                | Plaats                         | Lid sinds                       | Lid tot           | Bijzonderheden |
| ------------------- | ------------------------------ | ------------------------------- | ----------------- | --- |
| AJC                 | Haarlem                        | september 1920                  | januari 1926      | |
| SV Alliance '22     | Overveen                       | september 1940                  | —                 | Speelde tot 1940 bij de DHVB |
| ASV                 | Haarlem                        | oktober 1928                    | Vraag             | |
| VV Aurora           | Haarlem                        | september 1920                  | juli 1933         | |
| vv Bennebroek       | Bennebroek                     | augustus 1920                   | juli 1933         | |
| Berkenrode          | Heemstede                      | oktober 1913                    | juli 1917         | In 1917 gefuseerd tot RKSV HBC |
| VV Beverwijk        | Beverwijk                      | november 1912                   | augustus 1913     | |
| SV Beverwijk        | Beverwijk                      | september 1929                  | —                 | Was tot 1928 aangesloten bij de DHVB, in het seizoen 1928/29 bij de Noordhollandsche Voetbalbond                                   |
| VV Bloemendaal      | Bloemendaal                    | september 1905 1909             | 1906 juli 1918    | Heette tot 1908 BVV, was tussen 1906 en 1909 aangesloten bij de Noordhollandsche Voetbalbond, fuseerde in 1918 tot BVC Bloemendaal |
| BVC Bloemendaal     | Bloemendaal                    | juli 1918                       | —                 | |
| SV BSM              | Bennebroek                     | september 1940                  | —                 | Was tot 1940 aangesloten bij de DHVB                                                                                               |
| BVV                 | Beverwijk                      | 1903                            | 1906              | Was later aangesloten bij de Noordhollandsche Voetbalbond                                                                          |
| SV Concordia        | Hillegom                       | september 1940                  | —                 | Was tot 1940 aangesloten bij de DHVB                                                                                               |
| Damiaten            | Haarlem                        | december 1925                   | juni 1941         | |
| HFC DCO             | Haarlem                        | mei 1931                        | —                 | |
| DEK                 | Bloemendaal                    | september 1940                  | Vraag             | Was tot 1940 aangesloten bij de DHVB                                                                                               |
| RKVV DEM            | Beverwijk                      | september 1940                  | —                 | Was tot 1940 aangesloten bij de DHVB                                                                                               |
| DES                 | Haarlem                        | december 1914                   | november 1915     | |
| SV DIO              | Haarlem                        | oktober 1916                    | —                 | Heette tot sep 1917 Woestduin |
| DIS                 | Haarlem                        |                                 | december 1925     | |
| DKT                 | Haarlem                        | juli 1933                       | maart 1941        | |
| DOA                 | Haarlem                        | april 1915                      | oktober 1941      | |
| HVV DSK             | Haarlem                        | september 1923                  | —                 | |
| RKVV DSS            | Haarlem                        | september 1940                  | —                 | Was tot 1940 aangesloten bij de DHVB                                                                                               |
| DVO                 | IJmuiden                       | oktober 1928                    | oktober 1929      | |
| DWO                 | Haarlem                        | januari 1926                    | juni 1937         | In 1937 gefuseerd tot IVODWO |
| HFC EDO             | Haarlem                        | 1902                            | —                 | |
| VV Eensgezind       | Velsen                         | oktober 1913                    | december 1914     | |
| EGK                 | Santpoort                      | november 1923                   | september 1928    | |
| EHS                 | Haarlem                        | september 1919                  | —                 | |
| ETO                 | Hoofddorp                      | september 1928                  | 1969              | In 1969 gefuseerd tot SV Hoofddorp                                                                                                 |
| Floralia            | Hillegom                       | september 1934                  | oktober 1935      | |
| SV Geel Wit '20     | Haarlem                        | september 1940                  | —                 | Was tot 1940 aangesloten bij de DHVB onder de naam Geel Wit                                                                        |
| Geel Wit            | Haarlem                        | oktober 1912                    | november 1915     | |
| Germania            | Haarlem                        | oktober 1911                    | december 1911     | |
| GPS                 | Schoten                        | juni 1923                       | juli 1933         | |
| GSC                 | Haarlem                        | januari 1925                    | januari 1927      | |
| HFC Haarlem         | Haarlem                        | december 1895 oktober 1899      | 1897 —            | |
| SV Halfweg          | Halfweg                        | september 1921                  | —                 | |
| HAMIT               | Haarlem                        | juni 1925                       | juli 1933         | |
| RKSV HBC            | Heemstede                      | juli 1917 september 1940        | september 1920 —  | Was tussen 1920 en 1940 aangesloten bij de DHVB                                                                                    |
| HDS                 | Haarlem                        | september 1921                  | juli 1933         | |
| VV Heemstede        | Heemstede                      | november 1906                   | juli 1917         | Fuseerde in 1917 tot RKSV HBC |
| HFC Heemstede       | Heemstede                      | september 1930                  | —                 | Heette tot jan 1931 HGW |
| HFC                 | Haarlem                        | december 1895 oktober 1899 1909 | 1897 1906 —       | Was voor 1906 tot 1909 aangesloten bij de Noordhollandsche Voetbalbond                                                             |
| HGSC                | Haarlem                        | september 1921                  | januari 1928      | |
| HHVV                | Haarlem                        | 1907                            | december 1913     | Was gelijkertijd ook aangesloten bij de Noordhollandsche Voetbalbond                                                               |
| VV Hillegom (2)     | Hillegom                       | oktober 1913                    | oktober 1916      | |
| VV Hillegom (3)     | Hillegom                       | oktober 1918                    | 1919              | |
| VV Hillegom (4)     | Hillegom                       | oktober 1930                    | juni 1951         | Fuseerde in 1951 tot VV Hillegom (5)                                                                                               |
| VV Hillegom (5)     | Hillegom                       | juni 1951                       | —                 | |
| VV Hillinen         | Hillegom                       | oktober 1920                    | juni 1951         | Fuseerde in 1951 tot VV Hillegom (5)                                                                                               |
| HKVV                | Haarlem                        | oktober 1915                    | november 1917     | |
| FC Hollandia        | Velsen                         | september 1910                  | Vraag             | |
| SV Hoofddorp        | Hoofddorp                      | 1969                            | —                 | |
| VV Hoofddorp        | Hoofddorp                      | oktober 1921                    | augustus 1928     | Heette tot jan 1922 HVV |
| Hoofddorp Boys      | Hoofddorp                      | september 1940                  | 1969              | Was tot 1940 aangesloten bij de DHVB, fuseerde in 1969 tot SV Hoofddorp                                                            |
| HOSC                | Haarlem                        | februari 1929                   | juli 1933         | |
| HSM                 | Haarlem                        | 1924                            | juli 1933         | |
| HSV                 | Haarlem                        | juli 1912                       | januari 1927      | Club was in het seizoen 1912/13 ook geregistreerd bij de Noordhollandsche Voetbalbond                                              |
| HSV                 | Haarlem                        | september 1933                  | september 1937    | |
| De Huzaren          | Haarlem                        |                                 | september 1913    | |
| IEV                 | Velsen-Noord                   | september 1940                  | 1969              | Was tot 1940 aangesloten bij de DHVB, fuseerde in 1969 tot KIC                                                                     |
| IJFC (1)            | IJmuiden                       | december 1911                   | oktober 1913      | |
| IJFC (2)            | IJmuiden                       | januari 1926                    | juli 1937         | |
| VV IJmuiden         | IJmuiden                       | oktober 1928                    | —                 | Stond ook bekend als VVIJ |
| IJskegels           | IJmuiden                       | januari 1933                    | maart 1935        | |
| IKIZIO              | Velsen                         | december 1926                   | december 1927     | |
| IVO                 | Haarlem                        | oktober 1916                    | april 1937        | In 1937 gefuseerd tot IVODWO |
| IVODWO              | Haarlem                        | april 1937                      | november 1939     | |
| De Kaninefaten      | Hillegom                       | oktober 1920                    | oktober 1920      | Club zou 2 weken na inschrijving geroyeerd zijn                                                                                    |
| De Kemphaan         | Overveen                       | februari 1936                   | juli 1940         | In 1940 gefuseerd tot Terrasvogels                                                                                                 |
| Kenau               | Haarlem                        | september 1930                  | maart 1942        | |
| VV Kennemerland     | Haarlem                        | 1901                            | 1905              | |
| HFC Kennemerland    | Haarlem                        | december 1922                   | —                 | |
| VV Kennemerland     | Beverwijk                      | oktober 1912                    | september 1913    | |
| VV De Kennemers     | Velsen                         | oktober 1913                    | december 1914     | |
| BVV De Kennemers    | Beverwijk                      | april 1920                      | —                 | Was tot 1920 aangesloten bij de Noordhollandsche Voetbalbond                                                                       |
| KIC                 | Velsen-Noord                   | 1969                            | 1990              | Fuseerde in 1990 tot FC Velsenoord                                                                                                 |
| VV Kinheim (1)      | Velsen-Noord                   | december 1911                   | september 1920    | |
| VV Kinheim (2)      | Velsen-Noord                   | september 1920                  | 1969              | Fuseerde in 1969 tot KIC |
| Klein Haarlem       | Haarlem                        | 1906                            | november 1915     | |
| NAS                 | Zwanenburg                     | september 1940                  | —                 | Was tot 1940 aangesloten bij de DHVB                                                                                               |
| VV Nieuw Vennep     | Nieuw Vennep                   | 1936                            | —                 | Was tot 1936 aangesloten bij de Leidsche Voetbalbond                                                                               |
| OIV                 | IJmuiden                       | september 1940                  | augustus 1945     | Was tot 1940 aangesloten bij de DHVB, in 1945 gefuseerd tot RKVV Velsen                                                            |
| RKVV Onze Gezellen  | Haarlem                        | september 1940                  | —                 | Was tot 1940 aangesloten bij de DHVB                                                                                               |
| Oranje              | Haarlem                        | oktober 1899                    | 1902              | |
| Oranje Wit          | Haarlem                        | december 1912                   | november 1913     | |
| VV Overveen         | Overveen                       | oktober 1915                    | oktober 1916      | |
| VV Overveen         | Overveen                       | september 1921                  | december 1922     | Heette tot jan 1922 OVV |
| OVV                 | Overveen                       | oktober 1902                    | oktober 1906      | |
| Prinses Juliana     | Haarlem                        |                                 | oktober 1913      | |
| RCB                 | Santpoort                      | mei 1933                        | juli 1940         | |
| RCH                 | Haarlem Heemstede (vanaf 1932) | 1907                            | —                 | Heette tot 1908 Achilles, tussen 1908 en 1913 FC Achilles                                                                          |
| RCV                 | Velsen                         | oktober 1928                    | augustus 1930     | |
| VV Ripperda         | Haarlem                        | december 1895                   | 1897              | |
| VV Ripperda         | Haarlem                        | september 1920                  | mei 1921          | |
| VV Ripperda         | Haarlem                        | september 1921                  | —                 | Heette tot okt 1922 Oranje Wit |
| VV De Roode Duivels | Haarlem                        | september 1926                  | januari 1928      | |
| VV Rozenprieel      | Haarlem                        | september 1932                  | juli 1937         | |
| VV Santpoort        | IJmuiden                       | september 1940                  | augustus 1945     | Was tot 1940 aangesloten bij de DHVB, in 1945 gefuseerd tot RKVV Velsen                                                            |
| VV Schoten          | Haarlem                        | september 1940                  | —                 | |
| VV SIZO             | Hillegom                       | mei 1933                        | —                 | |
| Sophiadal           | Haarlem                        | december 1895                   | 1897              | |
| SV Spaarndam        | Spaarndam                      | september 1919                  | —                 | |
| VV Spaarnestad      | Haarlem                        | oktober 1917                    | oktober 1918      | |
| HFC Spaarnestad     | Haarlem                        | september 1921                  | —                 | Heette tot jul 1922 IDO |
| Spaarnevogels       | Haarlem                        | oktober 1923                    | 1943              | |
| Spoorvogels         | Haarlem                        | september 1921                  | december 1924     | |
| Sport Vereent       | Santpoort                      | januari 1923                    | januari 1926      | |
| Sport Vereent       | IJmuiden                       | september 1940                  | september 1941    | Was tot 1940 aangesloten bij de NASB                                                                                               |
| SSV                 | Schoten                        | oktober 1913                    | december 1914     | |
| SSV                 | Spaarndam                      | oktober 1920                    | december 1922     | |
| VV Stormveld        | IJmuiden                       | december 1923                   | februari 1929     | |
| IJ.V.V. Stormvogels | IJmuiden                       |                                 | —                 | Was eerder aangesloten bij de Noordhollandsche Voetbalbond                                                                         |
| SV '34              | Haarlem                        | september 1936                  | Vraag             | |
| SVIJ                | IJmuiden                       | februari 1926                   | juli 1933         | |
| SVJ                 | Haarlem                        | juli 1935                       | 1992              | Fuseerde in 1992 tot SVJ Energie                                                                                                   |
| SVJ Energie         | Haarlem                        | 1992                            | —                 | |
| HFC Swastika        | Haarlem                        | juli 1925                       | 1944              | |
| Telefonia           | Haarlem                        | december 1926                   | 1962              | |
| SV Terrasvogels     | Santpoort                      | augustus 1940                   | —                 | |
| Thalia              | IJmuiden                       | september 1932                  | mei 1935          | |
| VV THB              | Haarlem                        | februari 1915                   | —                 | |
| VV Tornado          | Haarlem                        | mei 1932                        | juli 1933         | |
| SV De Tramvogels    | Heemstede                      | oktober 1921                    | juni 1935         | |
| VV De Tweede Jeugd  | Haarlem                        | december 1926                   | —                 | |
| RKSV TYBB           | Haarlem                        | september 1940                  | —                 | Was tot 1940 aangesloten bij de DHVB                                                                                               |
| Ulysses             | Haarlem                        | oktober 1928                    | september 1936    | |
| UNI                 | Zaandam                        | 1900                            | 1902              | Was vanaf 1902 aangesloten bij de Noordhollandsche Voetbalbond                                                                     |
| Union               | Heemstede                      | 1908                            | december 1911     | |
| Unitas              | Haarlem                        | december 1895 oktober 1899      | 1897 oktober 1902 | |
| VV Van Nispen       | De Zilk                        | september 1940                  | —                 | Was tot 1940 aangesloten bij de DHVB                                                                                               |
| VCV                 | Vijfhuizen                     | september 1940                  | Vraag             | Was tot 1940 aangesloten bij de DHVB                                                                                               |
| VV Velsen           | Velsen                         |                                 | juni 1910         | |
| FC Velsenoord       | Velsen-Noord                   | 1990                            | —                 | |
| VEW                 | Heemstede                      | december 1926                   | —                 | |
| VGS                 | Haarlem                        | juni 1936                       | Vraag             | |
| Victoria            |                                | 1905                            | 1905              | |
| Victrix             | Haarlem                        | 1909                            | september 1912    | |
| VV Vijfhuizen       | Vijfhuizen                     | januari 1924                    | november 1931     | |
| VFC Vijfhuizen      | Vijfhuizen                     | augustus 1931                   | september 1937    | |
| VIOD                | Haarlem                        | februari 1915                   | oktober 1918      | |
| VJB                 | Velsen-Noord                   | september 1933                  | april 1940        | |
| Vliegende Vogels    | Haarlem                        | augustus 1929                   | 1952              | |
| VOG                 | Haarlem                        | januari 1926                    | maart 1942        | |
| VV Vogelenzang      | Vogelenzang                    | september 1920                  | juli 1923         | |
| SV Vogelenzang      | Vogelenzang                    | september 1940                  | —                 | Was tot 1940 aangesloten bij de DHVB                                                                                               |
| Volksweerbaarheid   | Haarlem                        | november 1912nov 1912           | juli 1918         | Opgegaan in BVC Bloemendaal |
| Voorwaarts          | Haarlem                        | oktober 1899                    | september 1900    | |
| VSV                 | Velserbroek                    | november 1912                   | —                 | |
| VVB                 | Velsen                         | september 1930                  | —                 | |
| VVC                 | Haarlem                        | 1909                            | oktober 1918      | |
| VVD                 | Heemstede                      | september 1921                  | 1952              | Heette tot 1945 VV Droste |
| VVE                 | Wijk aan Zee                   | september 1940                  | november 1942     | Was tot 1940 aangesloten bij de DHVB                                                                                               |
| VVH                 | Haarlem                        | 1907                            | —                 | |
| VVRA                | Haarlem                        | juni 1932                       | 1986              | |
| VW                  | Haarlem                        | oktober 1912                    | december 1914     | |
| VV Waterloo         | Driehuis                       | februari 1937                   | —                 | Heette tot okt 1937 Rood Wit Vooruit                                                                                               |
| WSV                 | Velsen                         | december 1915                   | oktober 1918      | |
| VV Zandvoort        | Zandvoort                      | december 1911                   | oktober 1912      | |
| ZVV Zandvoort       | Zandvoort                      | september 1919                  | oktober 1941      | |
| ZDW                 | Zandvoort                      | november 1919                   | januari 1926      | |
| VV De Zeemeeuwen    | Zandvoort                      | juli 1922                       | oktober 1941      | |
| VV Zeevogels        | IJmuiden                       | augustus 1933                   | september 1935    | |
| ZSV                 | Halfweg                        | september 1930                  | maart 1942        | Heette tot jan 1931 VV Zwanenburg                                                                                                  |
| ZVV                 | Zandvoort                      | september 1907                  | 1912              | |
| VV Zwaneburg        | Halfweg                        | februari 1937                   | februari 1937     | |